# Besa Kokëdhima
Besa Kokëdhima, ofta känd som enbart Besa, född 29 maj 1986 i Fier, är en albansk sångerska. Kokëdhima vann Top Fest 2008 med "Ëngjëjt vrasin njëlloj" och Kënga Magjike 2013 med låten "Tatuazh në zemër".

## Biografi

### Barndom och tidiga år
Besa Kokëdhima föddes 29 maj 1989 i Fier men hon kommer ursprungligen från orten Qeparo i Himara i södra Albanien. Hon är dotter till matematikern, entreprenören och politikern Koço Kokëdhima och till matematikern Brixhida Kokëdhima. Fadern tillhör Albaniens socialistparti och är suppleant i Vlora prefektur. Sina yngsta år tillbringade hon med sin släkt i Qeparo och flyttade sedan till Fier under tonåren. I skolan var hon aktiv i flera musikaktiviteter där hennes talang för musiken upptäcktes. Hennes föräldrar lät henne även börja ta lektioner i piano. Vid 15 års ålder flyttade Kokëdhima till England för studier och vid 17 års ålder deltog hon i UK International Students Talent Contest där hon ursprungligen deltog som pianist men senare istället som sångerska.

### Återkomst till Albanien
2002 deltog hon i den albanska musiktävlingen Mikrofoni i Artë (gyllene mikrofonen) som specialinbjuden gäst. Året därpå släppte hon sin debutsingeln "Më beso" som skrevs av den framgångsrike musikern Flori Mumajesi. Med låten vann hon tillsammans med gruppen Produkt 28 Mikrofoni i Artë 2003. 
Vid 19 års ålder flyttade Kokëdhima permanent tillbaka till Albanien. Hon började samtidigt arbeta med sitt debutalbum som släpptes 29 juli 2006 med titeln Besa. Bland låtskrivarna och kompositörerna som producerat material till albumet hörde bland annat Flori Mumajesi och Genti Lako. Hon deltog i Kënga Magjike 2006 och Kënga Magjike 2007. 2006 deltog hon med låten "Tani të dua" och vann pris för bästa dans. 2007 deltog hon med "Pa yllin tënd" och vann priset Jon Music. 2006 deltog hon även i Notafest i Makedonien med R&B-låten "Lëshoje hapin" där hon av juryn utsågs till vinnare.
2007 debuterade Kokëdhima i Top Fest med låten "Unik". Hon tog sig till tävlingens final och tilldelades pris för bästa Pop-/rocklåt. 2008 deltog hon på nytt och lyckades vinna hela tävlingen med låten "Engjëjt vrasin njëlloj". Dessutom tilldelades hon Internetpriset, där tittarna röstat fram sin vinnare.

### Rumäniens Eurovision-uttagning
2009 valde Besa att ställa upp i Rumäniens nationella uttagning till Eurovision Song Contest 2009, Selecţia Naţională 2009. Hon deltog med låten "Nothin' Gonna Change" som skrevs och komponerades av Sebastian Badiu. Hon deltog i tävlingens andra semifinal den 29 januari 2009. Efter att juryn och tittarna sagt sitt stod det klart att Besa slogs ur tävlingen och inte tog sig till final. Vann gjorde istället Elena Gheorghe som fick tävla för Rumänien.

### Deltagande i festivaler
Kokëdhima har deltagit ytterligare tillfällen i flera populära albanska musiktävlingar, som Festivali i Këngës och Kënga Magjike. 2009 skulle hon deltagit i Festivali i Këngës 48 med låten "Kalorësi i dashurisë", men kom ej att delta. 2010 ställde hon upp i Festivali i Këngës 49. Hon deltog i den andra semifinalen med låten "E bukura dhe bisha". Besa tog sig till finalen 25 december. Kokëdhima har även deltagit i Top Fest, och vid Top Fest 2010 utnämndes hon till bästa sångerska för sin låt "Kalorësi i natës".
År 2011 ställde hon upp i Kënga Magjike 13 med låten "Botën do ndryshoja". Vid finalen 19 november tilldelades hon kritikernas pris. Under våren 2012 ställde hon upp i Top Fest 9 med låten "Fishekzjarre" (fyrverkeri). Vid finalen 3 juni tilldelades hon priset “Top Albania Radio”.

### Kënga Magjike 2013
2013 ställde Besa upp i Kënga Magjike 15 med låten "Tatuazh në zemër". Med låten lyckades hon vinna hela tävlingen och hon tilldelades även pris för tävlingens bästa dans. I februari 2014 släppte hon singeln "Zemrën dot nuk ta lexoj" tillsammans med 2po2 som snabbt blev framgångsrik. 29 maj 2014 släpptes singeln "Mbretëreshë", följt av låten "Zejemër" 30 juli och "Arabia (Faj)" 8 augusti.

### Eurovision Song Contest 2024
Besa representerade Albanien i Eurovision Song Contest 2024 i Malmö med bidraget "Titan".Bidraget kom på näst sista plats i sin semifinal och kvalificerade sig därför inte till finalen.

## Privatliv
Kokëdhima har två systrar, Era och Bora. Under parlamentsvalet i Albanien 2013 stödde hon aktivt sin fars parti, Albaniens socialistparti, som sedermera vann valet. 

## Diskografi

### Studioalbum
- 2006 – Besa
- 2011 – Evolution
- 2013 – Besa për Festat